# МАК³ПАРК
«МАК³ПАРК» (нід. MAC³PARK stadion) — багатофункціональний стадіон у Зволле, Нідерланди, домашня арена ФК «Зволле».

## Опис
Стадіон побудований 2007 року, відкритий 2009-го. 2010, 2012 та 2013 років на арені здійснювали незначні розширення кількості сидячих місць. Проектною назвою стадіону була «Стадіон Зволле», яку арена носила протягом 2007—2012 років.
У 2012—2016 роках стадіон називався «ІЙссельдельта». Нову назву «МАК³ПАРК» отримав після ремонту та розширення трибунних споруд у 2016 році.
На стадіоні домашні матчі проводить Збірна Нідерландів з футболу.
Окрім футбольного профілю стадіон використовується як культурно-розважальний центр міста Зволле.